# Nguyên Quân
Nguyên Quân (chữ Hán: 元均, 478 – 529), hay Thác Bạt Quân (拓跋均), tự Thế Bình, là hoàng thân, quan viên nhà Bắc Ngụy trong lịch sử Trung Quốc.

## Thân thế
Ông tổ 5 đời là Bắc Ngụy Đạo Vũ đế.
Ông kỵ là Dương Bình vương Thác Bạt Hi, hoàng tử thứ ba của Đạo Vũ đế.
Ông cụ là Hoài Nam Tĩnh vương Thác Bạt Tha.
Ông nội là Hoài Nam thế tử Thác Bạt Thổ Vạn, mất sớm.
Quân là con trai thứ của Hoài Nam Hi vương Thác Bạt Hiển.
Sau khi Hiếu Văn đế tiến hành Hán hóa, Quân cũng như các thành viên hoàng thất khác, đều chịu đổi sang họ Nguyên. Do triều đình dời đô về Lạc Dương, hoàng thất Bắc Ngụy đều được xem là có hộ tịch ở Lạc Dương.

## Sự nghiệp
Quân chưa làm lễ trưởng thành, đã được trừ chức Viên ngoại tán kỵ thị lang. Nhờ là tông thất, Quân sau đó được ra làm Quan Hữu đại sứ. Sau khi về triều, Quân được bái làm Viên ngoại tán kỵ thường thị, Ninh sóc tướng quân; ít lâu sau được chuyển làm Quan quân tướng quân, rồi ra làm Quan Trung đại đô đốc.
Hiếu Trang đế lên ngôi, Quân được trừ chức Chinh lỗ tướng quân, Thông trực tán kỵ thường thị. Nguyên Hạo tiến vào Lạc Dương (529), Quân cùng cháu gọi bằng chú là Nguyên Kính Tiên nổi dậy ở Hà Lương, ủng hộ Hiếu Trang đế. Kính Tiên bị Nguyên Hạo giết chết, nhưng Quân thoát khốn. Hiếu Trang đế hồi loan, luận công, Quân được phong An Khang huyện Khai quốc bá, thực ấp 500 hộ, ít lâu sau được gia chức Tán kỵ thường thị, An đông tướng quân.
Ngày 21 tháng 6 ÂL cùng năm (12 tháng 7), Quân mất tại nhà riêng ở Lạc Dương, hưởng thọ 52 tuổi; được tặng làm Sứ trì tiết, Đô đốc Ký, Thương, U 3 châu chư quân sự, Phiếu kỵ đại tướng quân, Nghi đồng tam tư, Ký Châu thứ sử, thụy là Hiếu Vũ.

## Dật sự
Thời Hiếu Minh đế, anh cả của Quân là Nguyên Thế Tuân đảm nhiệm chức Kinh Châu thứ sử, còn ông khi ấy làm Triều Dương thú chủ. Bấy giờ 2 miền nam - bắc quen thói cướp bóc qua lại, nhưng Nguyên Thế Tuân cấm chỉ việc ấy. Ngày 3 tháng 3 ÂL năm ấy có phu nhân của 1 viên thú chủ nhà Lương dạo chơi ven bờ sông Miện, Quân bèn sai bộ khúc bắt cóc đem về. Nguyên Thế Tuân biết được, trách mắng Quân, đem cô ta trả lại cho nhà Lương.

## Gia đình
Vợ của Quân là con gái sĩ tộc họ Đỗ ở Kinh Triệu, sử cũ chép bà có sáu con trai, còn văn bia chép bảy con trai, sáu con gái. Đỗ thị mất ngày 21 tháng 7 ÂL năm Thiên Bình thứ 2 (tức 2 tháng 9 năm 535), đến ngày 21 tháng 7 ÂL năm Vũ Định thứ 2 (tức 22 tháng 9 năm 544), được hợp táng với Quân, bên cạnh mộ của Nguyên Hiển, phía tây Nghiệp Thành.
Sử cũ chỉ chép tên ba con trai của Quân:
- Con trưởng là Nguyên Hãn Chi, tính thô kệch, từ nhỏ có sức mạnh. Ban đầu Hãn Chi được làm Định Châu Bình bắc phủ Trung binh tham quân, dần thăng đến Thượng thư hữu trung binh lang. Nhờ tham gia nổi dậy ở Hà Lương, Hãn Chi được ban tước Đông A hầu. Khi Hiếu Trang đế tính kế giết Nhĩ Chu Vinh, Hãn Chi bí mật trình bày tình hình của Vinh. Vào lúc Hiếu Trang đế ra tay, Hãn Chi xin được đứng hầu. Sau khi đế giết được Nhĩ Chu Vinh và Nguyên Thiên Mục, bá quan chúc mừng, chỉ có Hãn Chi được đế hỏi han úy lạo. Nhĩ Chu Triệu phá Lạc Dương, giết Hiếu Trang đế, Hãn Chi chạy sang Hà Bắc, đi theo Cao Hoan. Thời Hậu phế đế Nguyên Lãng, Hãn Chi được trừ chức Tán kỵ thường thị, Đại thừa tướng Hữu trưởng sử. Đầu thời Hiếu Vũ đế, Hãn Chi được phong tước cũ của cha là An Khang huyện Khai quốc bá, trừ chức Phủ quân tướng quân, Bắc Từ Châu thứ sử. Hãn Chi lên đường đến châu, gặp đúng lúc Phàn Tử Hộc nổi loạn ở Hà Khâu, thành ra giữa đường bị hại. Triều đình xét Hãn Chi chết vì việc nước, truy tặng làm Sứ trì tiết, Đô đốc Định, Ân 2 châu chư quân sự, Phiếu kỵ đại tướng quân, Tư không công, Định Châu thứ sử, thụy là Văn Trinh.
- Em Hãn Chi là Khánh Loan, cuối thời Đông Ngụy Hiếu Tĩnh đế làm đến tư đồ Tư nghị tham quân.
- Em Khánh Loan là Khánh Triết, làm đến Tư nông thiếu khanh, được tặng chức Trung quân tướng quân, Tế Châu thứ sử.